# Office pour la langue et les cultures d’Alsace et de Moselle
L'Office pour la langue et les cultures d’Alsace et de Moselle (OLCA) est un organisme public créé en 1994 afin de promouvoir le développement de la langue et de la culture alsacienne.

## Historique
Il est créé en 1994 à l'initiative de la région Alsace sous le nom d'Office pour la langue et la culture d'Alsace. Il prend son nom actuel en 2017 et étend ses missions au francique lorrain.

## Missions
L'Office soutient les initiatives des associations, régions, administrations et entreprises dans leurs efforts de comprendre et utiliser l'alsacien.

## Autres langues régionales
- Office public de la langue bretonne
- Office public de la langue occitane
- Agence régionale de la langue picarde

## Autres offices/sociétés pour l'alémanique à l'étranger
- Muettersproch-Gsellschaft : société pour l'Alémanique en Allemagne
- Elsass-Freunde Basel : société pour l'alémanique en Suisse